# قرار مجلس الأمن التابع للأمم المتحدة رقم 2786
قرار مجلس الأمن التابع للأمم المتحدة رقم 2786 هو قرار صدر بالإجماع عن مجلس الأمن التابع للأمم المتحدة في 14 يوليو 2025، خلال الجلسة رقم 9957، والمتعلق بتمديد ولاية بعثة الأمم المتحدة لدعم اتفاق الحديدة (UNMHA) في اليمن. يقضي القرار بتمديد ولاية البعثة حتى 28 يناير 2026، مع طلب تقرير شامل من الأمين العام للأمم المتحدة حول مستقبلها بحلول 28 نوفمبر 2025.

## الخلفية
قرار مجلس الأمن رقم 2786، الصادر في 14 يوليو 2025، يهدف إلى تمديد ولاية بعثة الأمم المتحدة لدعم اتفاق الحديدة (UNMHA) حتى 28 يناير 2026. تم اعتماد القرار بالإجماع، ويأتي في سياق استمرار النزاع في اليمن وجهود الأمم المتحدة لتسهيل الوصول إلى تسوية سلمية ودعم العمليات الإنسانية في البلاد.
ويستند القرار إلى "اتفاق الحديدة" الموقع في ديسمبر 2018 بين الحكومة اليمنية وجماعة أنصار الله، والذي ينص على وقف إطلاق النار في مدينة الحديدة وموانئها وإعادة انتشار القوات العسكرية لتسهيل إيصال المساعدات الإنسانية. كما يشمل القرار تعزيز التنسيق بين بعثة [الأمم المتحدة]] والجهات المحلية لضمان مراقبة الالتزام بالاتفاق، وتقديم تقارير دورية عن تقدم تنفيذها.

## نص القرار
ينص القرار على تمديد ولاية بعثة الأمم المتحدة لدعم اتفاق الحديدة، وطلب من الأمين العام للأمم المتحدة تقديم تقرير شامل بحلول 28 نوفمبر 2025، يتضمن تقييمًا لمستقبل البعثة والخيارات الممكنة لتطوير أو تعديل ولايتها، والتأكيد على أهمية استمرار وقف إطلاق النار وتنفيذ اتفاق الحديدة بالكامل، ودعوة جميع الأطراف اليمنية إلى التعاون الكامل مع الأمم المتحدة وضمان سلامة وأمن موظفي البعثة.

## أنظر أيضًا
- اتفاق ستوكهولم 2018
- أنصار الله الحوثيون

## الوصلات الخارجية
- الموقع الرسمي لأونمها